# Qiao Qiao
Qiao Qiao (Chino: 乔 乔; pinyin: Qiáo Qiáo) (nacida c. 1980) es una cantante china.

## Carrera
La primera artista abiertamente lesbiana  en China, lanzó su primer sencillo llamado "Ai Bu Fen" (爱不分), que se traduce como "El amor no discrimina", en 2006. Un videoclip de la canción mostraba a dos bailarinas enamoradas, pero las convenciones sociales no les permitían besarse. El gobierno "no hizo ningún esfuerzo para reprimir la canción".
En 2000, abrió el primer bar de lesbianas en China (ubicado en Beijing), Maple Bar.
Fue la primera invitada en Tong Xing Xiang Lian (Gay Connections), un webcast de una hora que debutó en 2007 en PhoenixTV.com.
No se tiene a penas información acerca de su carrera después de 2007, debido a que cualquier artículo publicado sobre ella en medios nacionales fue censurado por el gobierno chino.